# Scott Strausbaugh
Scott Strausbaugh (* 23. července 1963 York, Pensylvánie) je bývalý americký vodní slalomář, kanoista závodící v kategorii C2. Jeho partnerem v lodi byl Joe Jacobi.
Na Letních olympijských hrách 1992 v Barceloně získal v závodě C2 zlatou medaili.